# West Coast (Cameroun)
Pour les articles homonymes, voir West Coast.
West Coast (ou West Coast District, puis West Coast Subdivision) est un arrondissement du Cameroun située dans le département du Fako et la région du Sud-Ouest. Son siège se trouve à Idenau, la ville principale.

## Géographie
A l'ouest la rivière Onge forme la limite avec la commune de Bamusso.
|         | Mbonge          | Buéa     |
| Bamusso | West Coast      | Limbé II |
|         | Golfe du Biafra |          |

## Population
Lors du recensement de 2005, West Coast comptait 12 725 habitants, dont 5 872 pour Idenau.

## Structure administrative de la commune
La commune est divisée en deux groupements et comprend les villages suivants  :

### Idenau Town
- Bibundé
- Idenau

### Bibunde
- Bakingili
- Enyenge I
- Enyenge II
- Enyenge III
- Etome
- Debundscha
- Kosse
- Njonji
- Sanje

La CDC compte 10 camps de travailleurs sur le territoire communal : Wete-Wete, Isongo, Caraboat, Mbanda, Debundscha, Njonji, Bibunde, Scipio, Rechtsfluss et Sode. Les ports de pêche sont au nombre de 4 : Debundscha  beach,  Isobe,  Bibunde et Enyenge. Les communautés indigènes sont présentes dans six localités : Bakingili, Etome, Njonji, Bibunde, Sanje, et Kosse II. Les communautés indigènes appartiennent au peuple Bakweri à Etome et au peuple Bamboko pour les autres communautés.

## Chefferies traditionnelles
L'arrondissement ne compte pas de chefferie traditionnelle de 2e degré et compte 6 chefferies traditionnelles de 3e degré :
- Bakingili
- Bibunde
- Etomé
- Njonji
- Sanjé
- Enyngué